# Vestlig esoterik
Vestlig esoterik, også kendt som vestlig esoterisme, esoterisme, og nogle gange den vestlige mysterietradition, er et begreb, som forskere bruger til at kategorisere en bred vifte af løst relaterede ideer og bevægelser, der udviklede sig i det vestlige samfund.
Disse ideer og strømninger er forenet, da de stort set adskiller sig fra både ortodoks jødisk-kristen religion og oplysningstidens rationalisme. Det har påvirket forskellige former for vestlig filosofi, mystik, religion, pseudovidenskab, kunst, litteratur og musik.